# Мельников, Анатолий Иванович (физик)
Анатолий Иванович Мельников (1933, Москва — 19 декабря 2014, Москва) — российский учёный в области радиотехники и физики полупроводников, лауреат Ленинской премии (1978).

## Биография
Родился в 1933 г. в Москве.
После окончания МФТИ (1958) работал на предприятии п/я А-1067 (г. Фрязино) (АО «НПП „Исток“ им. Шокина») в теоретическом отделе 110 в лаборатории А. С. Тагера.
В 1959 году вместе с сотрудниками лаборатории Александром Семёновичем Тагером и Ахмедом Магамедовичем Цебиевым, и дипломником МФТИ Геннадием Петровичем Кобельковым открыл природное явление — генерация радиоволн полупроводниковым диодом, которое является единственным советским открытием в полупроводниковой технике СВЧ. Это открытие положило начало многочисленному семейству приборов — лавинно-пролетным диодам (ЛПД). Открытие явления генерации радиоволн полупроводниковым диодом зарегистрировано Государственным комитетом по делам изобретений и открытий СССР в Государственном реестре открытий СССР 25 декабря 1962 года под № 24 с приоритетом 27 октября 1959 года под условным названием «Диод».
С 1960-х гг. начальник лаборатории в НПК-7.
Умер в Москве 19 декабря 2014 г.

## Награды и звания
Ленинская премия 1978 года (в составе коллектива) — за комплекс теоретических и экспериментальных исследований генерации и усиления э/м колебаний СВЧ при лавинной ионизации в полупроводниках и создание нового класса приборов — лавинно-пролётных диодов.
Кандидат технических наук.

## Научные труды
Автор более 50 научных публикаций, получил 15 авторских свидетельств на изобретения.
Соавтор книги:
- Термоэлектронные катоды [Текст] / Г. А. Кудинцева, А. И. Мельников, А. В. Морозов, Б. П. Никонов ; Под общ. ред. чл.-кор. АН СССР Н. Д. Девяткова. — Москва; Ленинград: Энергия, 1966. — 366 с. : ил.; 20 см.